# Schloßberg 38 (Quedlinburg)

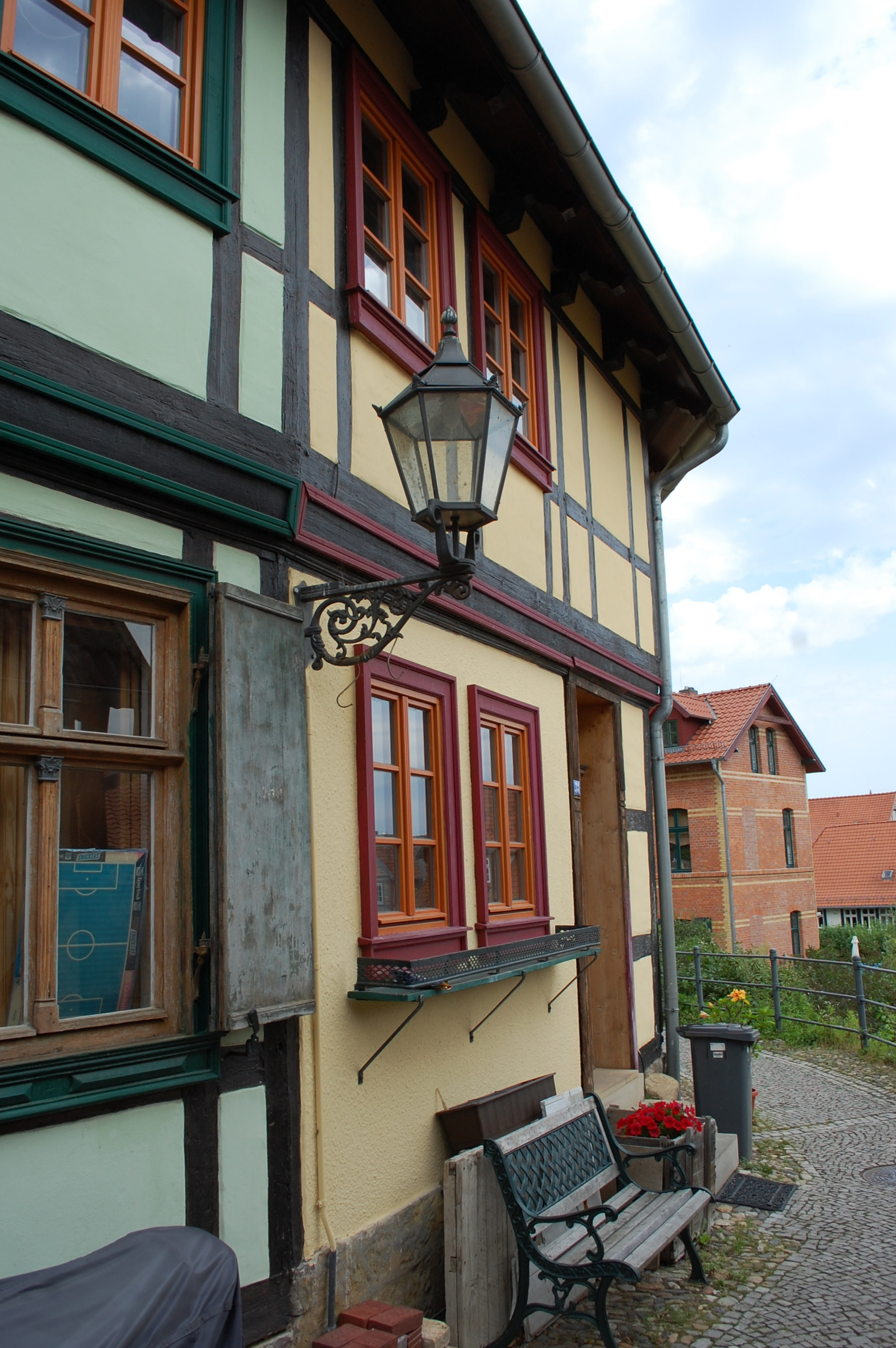
Haus Schloßberg 38

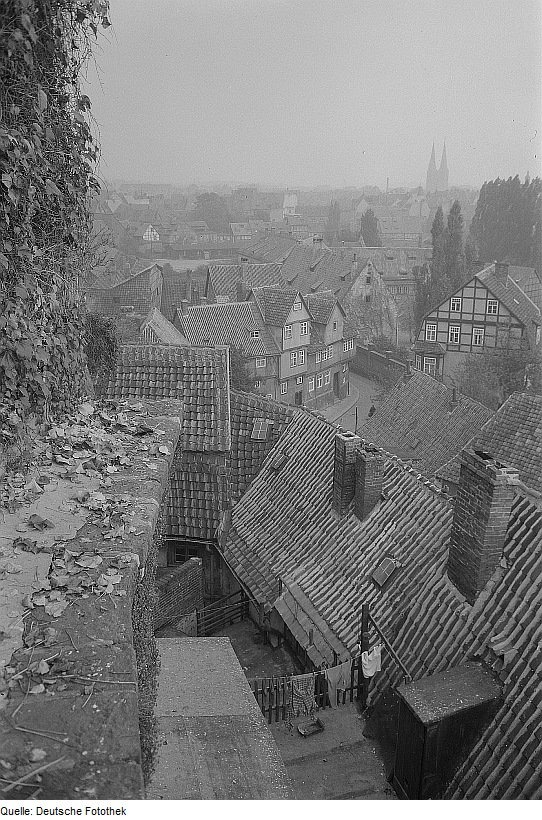
Blick auf die Hofseite des Hauses Schloßberg 38 und der angrenzenden Häuser vom Schloss Quedlinburg aus; Aufnahme zwischen 1950 und 1977

Das Haus Schloßberg 38 ist ein denkmalgeschütztes Gebäude in der Stadt Quedlinburg in Sachsen-Anhalt.

## Lage
Es befindet sich an der Ostseite des Quedlinburger Schloßbergs im Stadtteil Westendorf. Die Straße Schloßberg ist hier nur eine schmale, nur für Fußgänger geeignete Gasse. Das Haus ist im Quedlinburger Denkmalverzeichnis als Wohnhaus eingetragen und gehört zum UNESCO-Weltkulturerbe. Südlich grenzt das gleichfalls denkmalgeschützte Haus Schloßberg 37, nördlich das Haus Schloßberg 39 an.

## Architektur und Geschichte
Das zweigeschossige Fachwerkhaus entstand um das Jahr 1800. Es ist an den abknickenden Verlauf der Gasse angepasst und verfügt so über drei Wandflächen. Im Erdgeschoss ist die Fachwerkfassade in Teilen verputzt. Die Haustür des Gebäudes ist in Formen des Jugendstils gestaltet und stammt aus der Zeit um 1900.